# Allébron

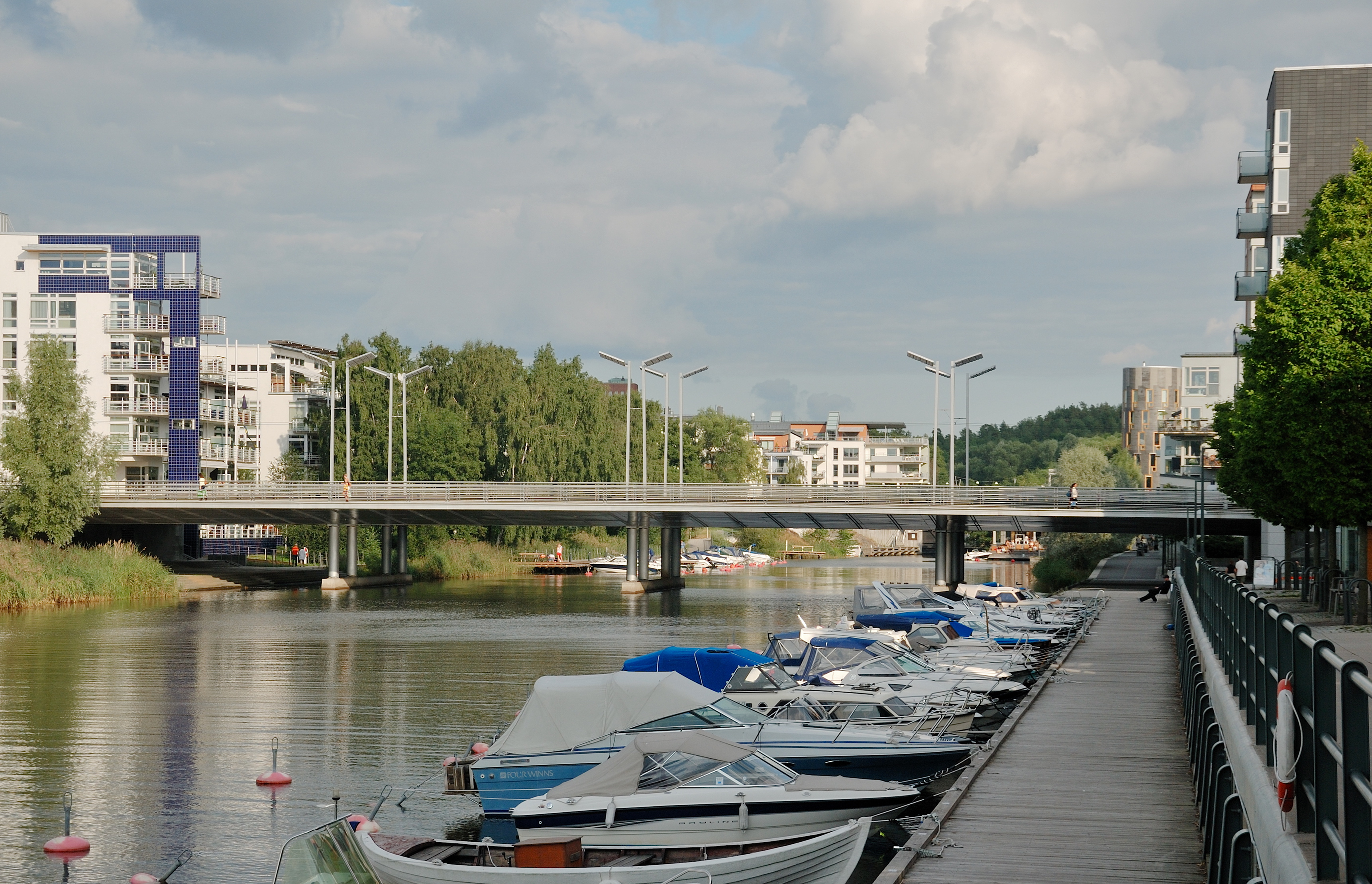
Allébron från väster.

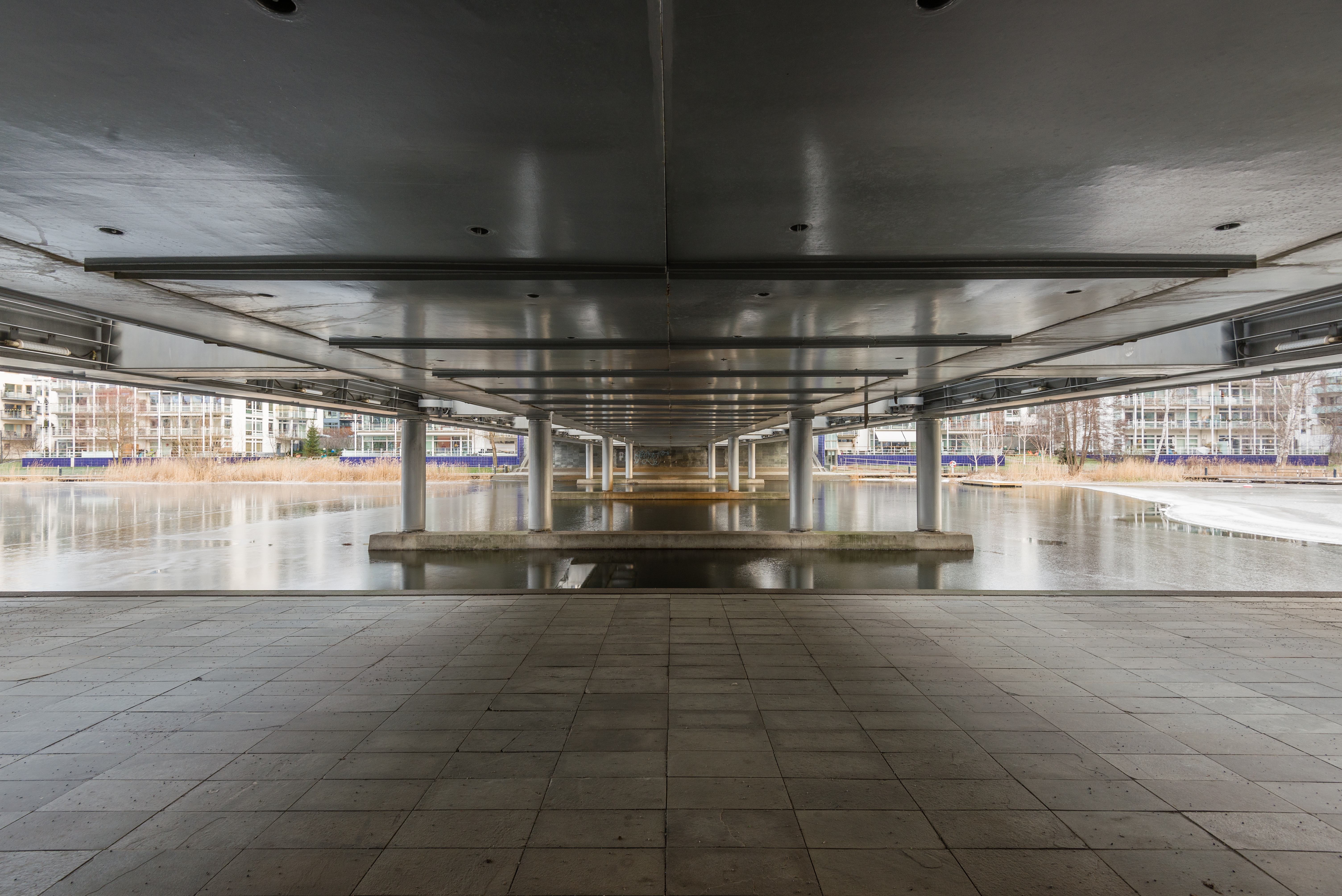
Bron sedd underifrån.

Allébron är en bro som spänner över Sickla Kanal i stadsdelen Södra Hammarbyhamnen och området Hammarby Sjöstad i Stockholm. Bron byggdes år 2000 och är ritad av Rundquist Arkitekter. Den binder samman Lugnets Allé i områdena Sickla udde och Sickla kaj. Allébron har ett utseende som en tunn skiva och bär både gående, bilar och Tvärbanan.